# Bladelin-Altar
Der Bladelin-Altar, auch Middelburger Altar, ist ein um 1450 von dem flandrischen Maler Rogier van der Weyden geschaffener dreiflügeliger Altar. Das Triptychon zeigt Szenen um die Geburt Christi und wurde für die Kirche des Ortes Middelburg gestiftet, möglicherweise von dem Brügger Patrizier Peter Bladelin. Es befindet sich seit 1834 in der Gemäldegalerie in Berlin.

## Innenseite
Der Bladelin-Altar stellt die Ankunft Jesu auf der Erde dar, den nach christlicher Vorstellung Beginn der Erfüllung der Verheißung eines Retters der Welt. Er verbindet die zentrale Darstellung dieses Ereignisses im Mittelteil mit zwei weiteren, die Deutung und Bedeutung der Geburt unterstreichen sollen.
In der Mitteltafel ist die Geburt im Stall zu Bethlehem dargestellt, nach dem christlichen Evangelium zur Zeit des Kaisers Augustus. Maria, die Mutter und das Kind werden dargestellt, man sieht weiter Josef, der eine brennende Kerze hält, Symbol der Ankunft eines Lichtes in die dunkle Welt. Im Bild wird der kniende Stifter in Anbetung des Kindes in das Geschehen einbezogen, im Hintergrund zeigt die Verkündigung der Geburt durch Engel an die Hirten die Verbreitung der „frohen Botschaft“.
Der linke Flügel zeigt die Deutung eines Traumes des Augustus durch die Sibylle von Tibur. Diese im Mittelalter populäre Legende aus der Legenda aurea erzählt, dass dem Kaiser am Tag der Geburt Christi am Himmel eine Frau mit Kind erschien und die heidnische Sybille dies auf die Ankunft eines himmlischen Herrschers deuten konnte. Neben seinen Beratern, die die Vision nicht zu deuten wussten, ist nun Augustus kniend dargestellt, in Unterordnung seines weltlichen Machtanspruches.
Auf dem rechten Flügel ist die Ankunft der Heiligen Drei Könige in Bethlehem dargestellt. Auch diese heidnischen Herrscher und Sterndeuter aus dem fernen Orient haben die Bedeutung der Geburt erkannt und sind gekommen, um dem Kind ihre Verehrung darzubringen.

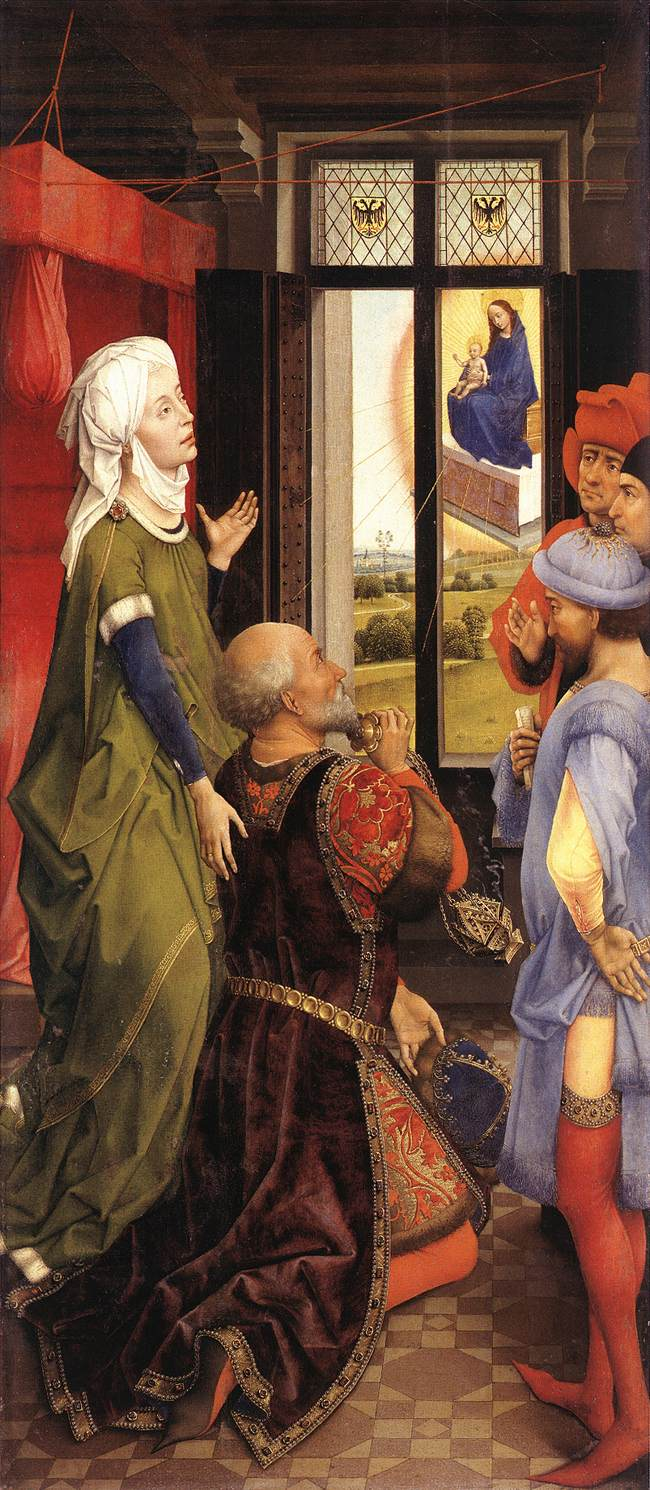
Vision des Augustus
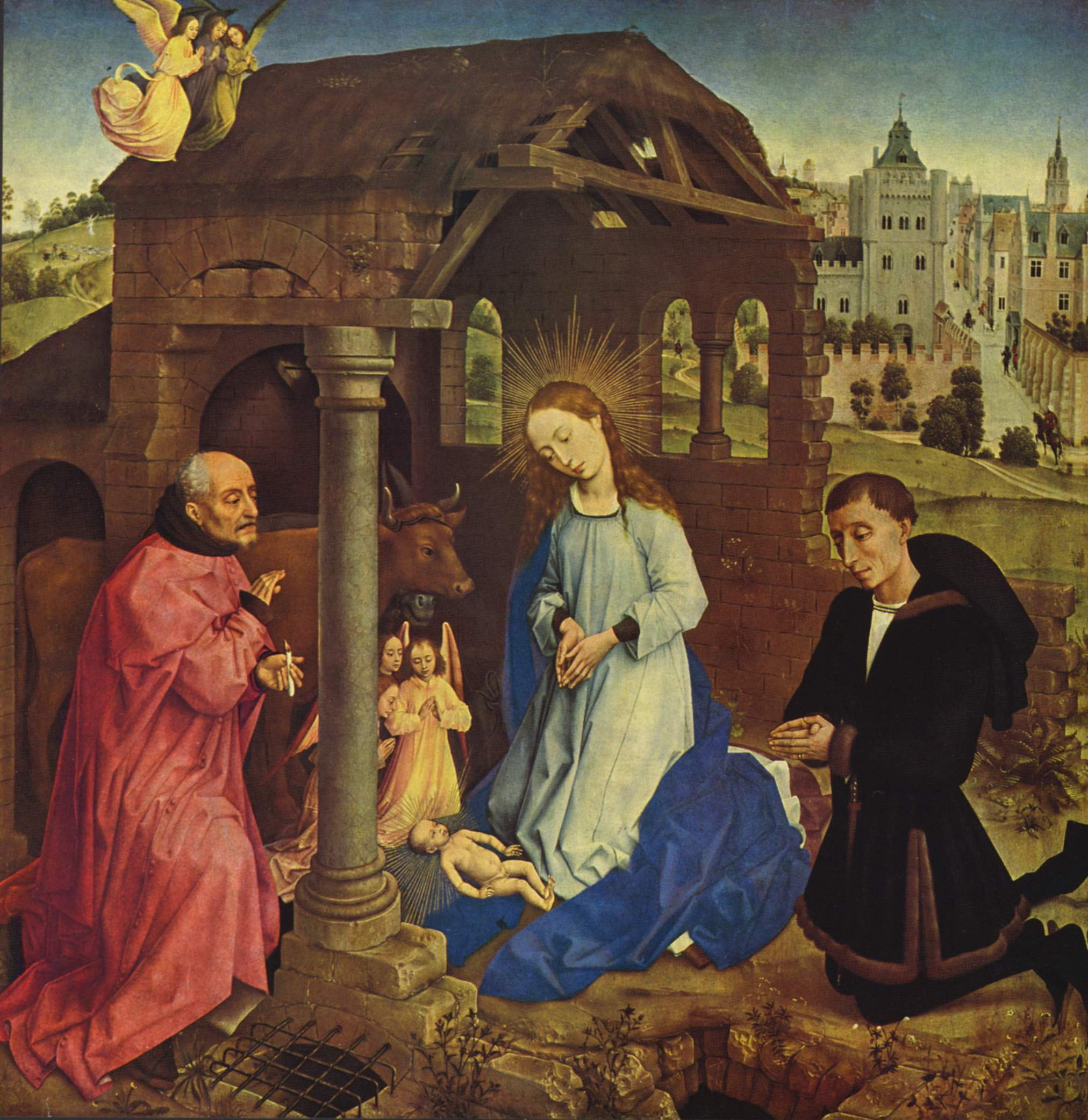
Geburt Jesu
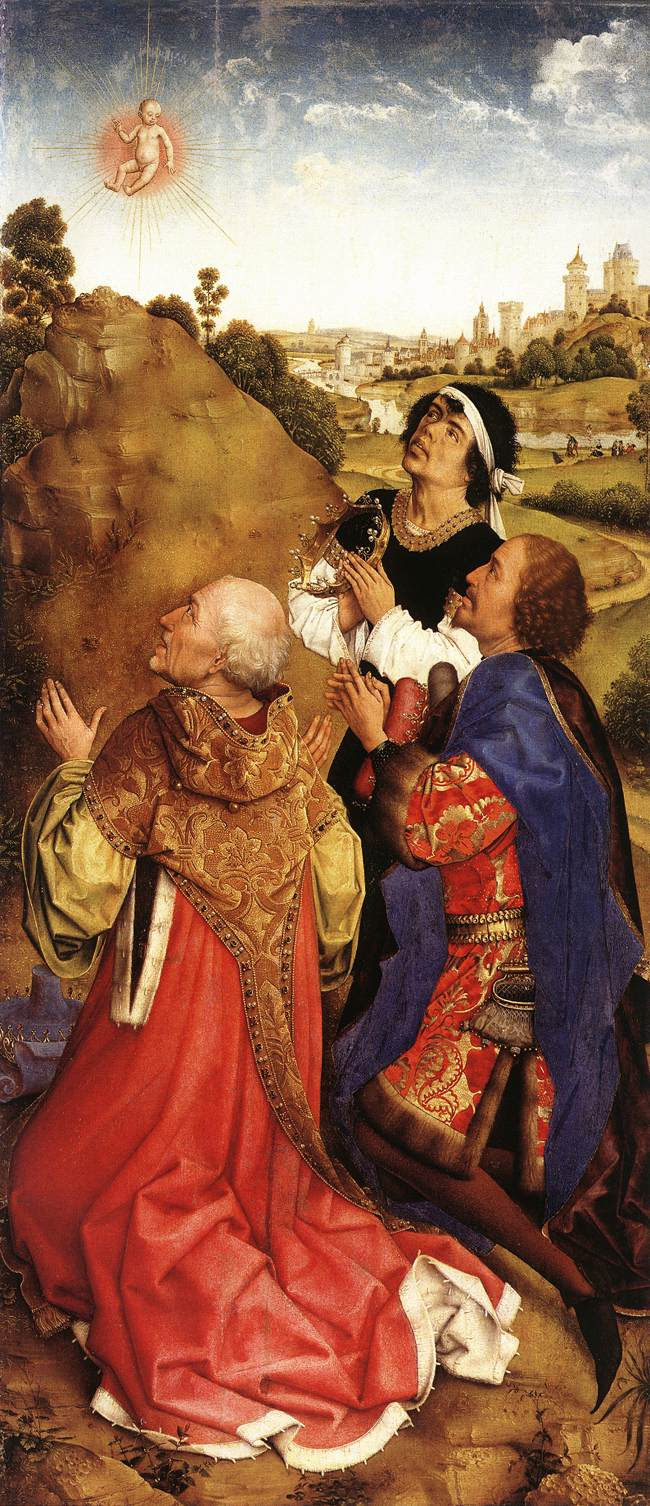
Ankunft der Könige

Viele mittelalterliche Altäre insbesondere der frühen Gotik stellten Leiden und Auferstehung Christi in den Vordergrund. Fast im Gegensatz dazu beschäftigt sich nun der Bladelin-Altar durch die Verbindung der drei farbenfrohen Szenen schon mit dem Beginn der durch die Verheißung vorhergesagten neuen Weltordnung. Eine Deutung der Bilder kann sein, dass der gesamte Erdkreis, dargestellt in prächtiger burgundischer Mode, diese neue Ordnung für die Erlösung der Welt anerkennt und den Vorrang der himmlischen Herrschaft zu verstehen weiß.
Die Innenseite des Altares war in der Regel verschlossen, konnte aber an Sonn- und Festtagen nach Öffnen der Flügel seine Nachricht darstellen. Der Altar, eine private Stiftung, zeigt selbstbewusst, dass führende weltliche Würdenträger wie Bladelin deren Verbreitung unterstützen wollen und in einer wohlhabenden Region wie der Gegend um das Brügge des Spätmittelalters auch können.

## Außenseite

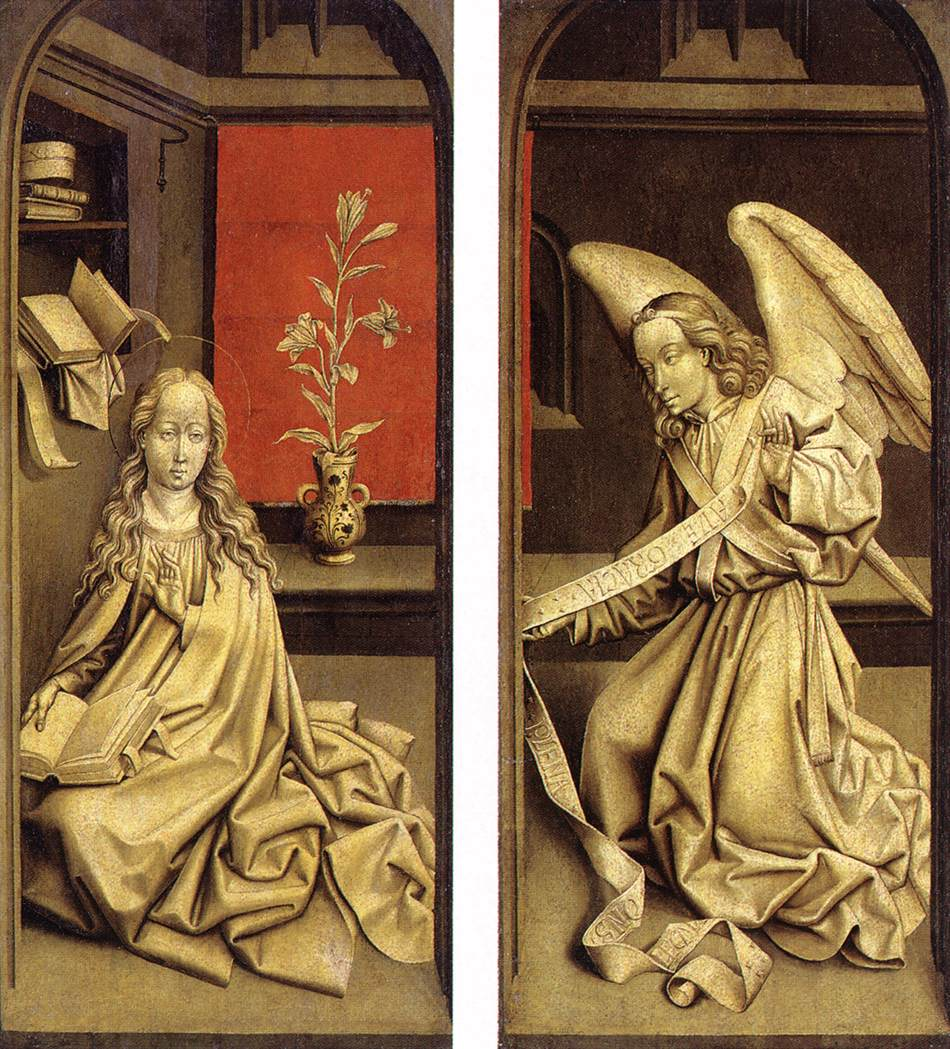
Verkündigung. Außenseiten des Bladelin-Altars

Die Außenseiten des Altars wurden wahrscheinlich erst nach 1480 von einem unbekannten Maler mit einer Verkündigungsszene ausgestattet. Die in Grisaille, also in Grautönen gemalten Tafeln zeigen auf der rechten Seite Maria in ihrem Zimmer. Sie kniet oder hockt auf dem Boden und wendet sich zur Seite, sie unterbricht wegen der Ankunft des Engels Gabriel ihre Lektüre, auch in Erkenntnis der Bedeutung seiner Worte. Der Engel, in ein ebenso stoffreiches Gewand gekleidet wie Maria, das sich auf dem Boden in schweren Falten staut, grüßt Maria mit erhobener Hand. Ein ausgebreitetes Spruchband hält den Text seines Grußes, AVE GRAZIA PLENA, fest. Einziger Farbakzent der Grisailletafeln ist ein roter Vorhang, der offenbar die Fenster an der Rückwand der Kammer verdeckt, und der mit einem schmalen Streifen bis in die Tafel des Engels hinüberreicht. Vor dem roten Vorhang hebt sich wirkungsvoll ein Henkelkrug mit einem großen Lilienstengel ab, Symbol für die Reinheit und Jungfräulichkeit Marias.

## Maße
Die Mitteltafel hat die Maße 93,5 × 92 cm. Der linke Flügel hat die Größe 93,5 × 41,8 cm, der rechte 93,5 × 41,5 cm.

## Stifter

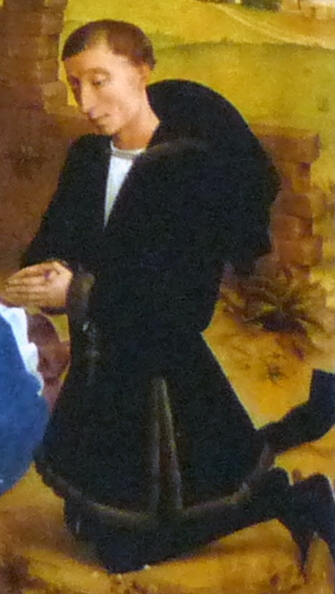
Bladelin-Altar (Detail): Der Stifter

Ob der Altar von Peter Bladelin (um 1410–1472), Schatzmeister Philipps des Guten von Burgund und einer der reichsten Männer seiner Zeit, gestiftet wurde, ist in der Literatur umstritten.  Bladelin hatte zusammen mit seiner Frau Margerite van de Vageviere die Stadt Middelburg in Flandern gegründet. Möglicherweise war der Altar für die Stadtkirche bestimmt, die 1460 von dem Bischof Jean Chevrot eingeweiht worden war. Abgebildet auf dem Altar ist allerdings nur ein Stifter, der nach dem Vorbild des Herzogs von Burgund ganz in Schwarz, mit einem pelzverbrämten taillierten Mantel und den modischen spitzen Holzsandalen gekleidet ist, so wie Rogier van der Weyden den Herzog in der Chronique de Hainaut von 1448 dargestellt hat, der also der Oberschicht Burgunds entstammt. Dass auf einem Altar nur ein Stifter dargestellt ist, wäre zumindest für die Zeit Rogiers ungewöhnlich, denn Bladelin hätte sich nach Sitte der Zeit zusammen mit seiner Ehefrau darstellen sollen. Die Darstellung eines einzelnen Stifters wird als Gegenindiz für die Stiftung durch Bladelin gewertet.

## Die Darstellung Middelburgs
Ein Indiz für die Herkunft des Altars aus Middelburg ist die in Mitteltafel zu findende detailliert Darstellung eines Kastells, die dann als Illustration für die Stadt Middelburg in Antonius Sanderus' Flandra illustrata von 1541 verwendet worden ist.